# Stefanivka, Djankoi
Stefanivka (în ucraineană Стефанівка) este un sat în comuna Prostorne din raionul Djankoi, Republica Autonomă Crimeea, Ucraina.

## Demografie
Componența lingvistică a localității Stefanivka
     Rusă (83,73%)
     Tătară crimeeană (7,95%)
     Ucraineană (7,58%)
Conform recensământului din 2001, majoritatea populației localității Stefanivka era vorbitoare de rusă (83,73%), existând în minoritate și vorbitori de tătară crimeeană (7,95%) și ucraineană (7,58%).